# Бренк
Бренк (њем. Brenk) општина је у њемачкој савезној држави Рајна-Палатинат. Једно је од 74 општинска средишта округа Арвајлер. Према процјени из 2010. у општини је живјело 186 становника. Посједује регионалну шифру (AGS) 7131201.

## Географски и демографски подаци
Бренк се налази у савезној држави Рајна-Палатинат у округу Арвајлер. Општина се налази на надморској висини од 350 метара. Површина општине износи 3,1 km². У самом мјесту је, према процјени из 2010. године, живјело 186 становника. Просјечна густина становништва износи 60 становника/km².

## Међународна сарадња
| Мјесто | Држава | Врста сарадње | Од    |
| ------ | ------ | ------------- | ----- |
|        | Руанда | партнерство   | 1990. |
|        | Руанда | партнерство   | 1990. |
| Извор  |        |               |       |